# Stephen Webb
Stephen Webb, né le 25 février 1963, est professeur à l'université de Portsmouth, en Angleterre.
Il obtient sa licence de physique à l'université de Bristol en 1984. Il obtient son Ph.D. à l'université de Manchester en 1988, dans le domaine de la chromodynamique quantique.

#### Ouvrages de Stephen Webb
- (en) Stephen Webb, If the Universe Is Teeming with Aliens... Where Is Everybody ? : Fifty Solutions to Fermi's Paradox and the Problem of Extraterrestrial Life, Springer, 2002, 299 p. (ISBN 978-0-387-95501-8, lire en ligne)
- Measuring the Universe: The Cosmological Distance Ladder, Parix Publishing, 2004,  (ISBN 978-0-387-02930-6)
- Out of This World:  Colliding Universes, Branes, Strings, and Other Wild Ideas of Modern Physics, 1999,  (ISBN 978-1-85233-106-1)
- New Eyes on the Universe, 2012

#### Articles de Stephen Webb
- (en) Stephen Webb, « Pondering the Fermi Paradox », dans H. Paul Shuch (éd.), Searching for Extraterrestrial Intelligence: SETI Past, Present, and Future, Springer, coll. « The Frontiers », 2010, 538 p. (ISBN 9783642131950)